# Fünf Freunde 2
Fünf Freunde 2 ist ein deutscher Spielfilm aus dem Jahre 2013 und die Fortsetzung von Fünf Freunde. Als Drehbuchvorlage diente die Kinderbuchserie Fünf Freunde von Enid Blyton. Es wurde die Geschichte Fünf Freunde geraten in Schwierigkeiten neu erzählt. Deutscher Kinostart war am 31. Januar 2013.

## Handlung
In den Sommerferien brechen die fünf Freunde auf zu einer Fahrradtour ins geheimnisvolle Katzenmoor. Dort soll die „Schwarze Katze“, eine historische Figur, im Jahre 1587 den größten Smaragd der Welt, das „Grüne Auge“, vor Dieben gerettet und versteckt haben. Bis heute hat ihn niemand gefunden. Sie lernen den gleichaltrigen, wohlhabenden und verwöhnten Hardy kennen. Auf einer Probefahrt mit dessen Quad wird Dick mit Hardy verwechselt und entführt. Denn für die Ganoven Fil und Max sowie ihrem Anführer Rookey ist Hardy der letzte Mosaikstein zum „Grünen Auge“. Die originale Schatzkarte befindet sich bereits im Besitz der Entführer. Die fünf Freunde nehmen mit Hardys Hilfe die Verfolgung auf und haben dabei mit einem Wanderzirkus, der mittelalterlichen Burg „Eulennest“ und mit einem umfangreichen Höhlensystem unter den Gaffensteinfelsen zu tun.

## Hintergrund
Der Film wurde wie schon Fünf Freunde teilweise in Norddeutschland gedreht, wobei diesmal aber weniger markante Örtlichkeiten gewählt wurden, da sie mit der Umgebung des im Bayerischen Wald gelegenen Schloss Egg, einem der Hauptdrehorte, harmonieren mussten. Der Film erschien am 26. September 2013 auf DVD.
Im Jahr 2013 wurden bundesweit 1.091.361 Besucher an den deutschen Kinokassen gezählt, womit der Film den 33. Platz der meistbesuchten Filme des Jahres belegte.

## Kritik

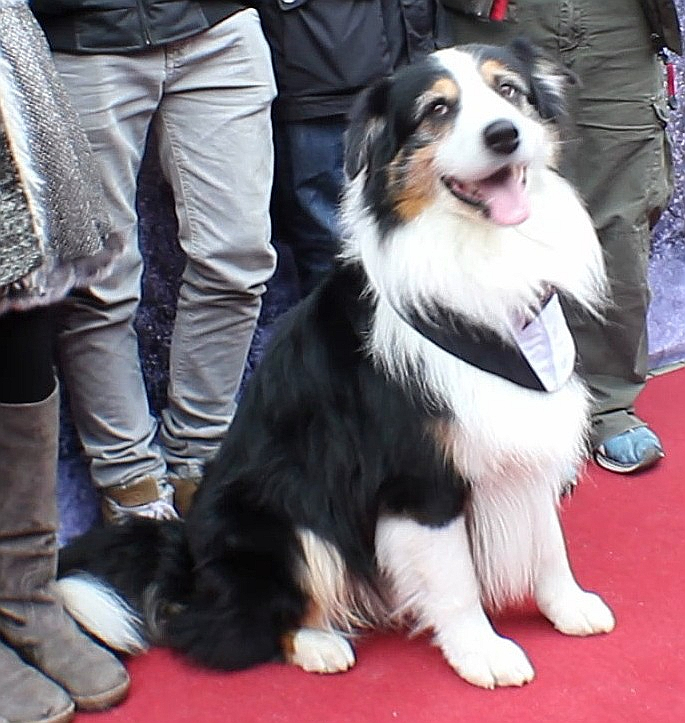
Filmhund Coffey, als Darsteller des Timmy, war bei der Verfilmung letztmals in der Reihe zu sehen

„Auch in ihrem zweiten Kinoabenteuer gefallen die Fünf Freunde über manche Strecken. Doch immer wieder gibt es peinliche Aufreger und Kinderdarsteller, die nicht wirklich überzeugend sind und so wirken, als würden sie ihre Texte vom Teleprompter ablesen. Es kamen schon deutlich schwächere Kinderfilme aus deutschen Landen zu uns, doch auch dieser hält den Anforderungen eines vom amerikanischen Film verwöhnten Publikums nicht stand.“

„Man verpasst nichts, wenn man den Film nicht sieht. Er tut aber auch keinem weh. (3 von 5 Sternen)“

## Fortsetzung
Im Juni des Jahres 2013 begannen die Dreharbeiten zu Fünf Freunde 3. Bei der Produktion von Fünf Freunde 3 kam es aber offenbar im Vorfeld zu Schwierigkeiten; der Darsteller des Hundes namens Coffey wurde ausgetauscht. So war Fünf Freunde 2, nach dem ersten Kinofilm Fünf Freunde, die letzte Verfilmung, in der das ursprüngliche Ensemble vollständig zu sehen war. Fünf Freunde 3 kam am 16. Januar 2014 in die deutschen Kinos.